# Supercopa de Georgia
La Supercopa de Georgia (en georgiano, საქართველოს სუპერთასი) es una competición de fútbol entre los campeones de la Erovnuli Liga y los ganadores de la Copa de Georgia. Se celebró por primera vez en 1996.
Cuando un club ha ganado las dos competiciones, el finalista que perdió la Copa de Georgia juega por ese club. Esto ocurrió en 1996 y 1997, cuando el FC Dinamo Tbilisi ganó las dos en ambas ocasiones.

## Finales
| Temporada | Fecha      | Campeón                 | Resultado               | Finalista               | Sede de la final                     |                         |
| --------- | ---------- | ----------------------- | ----------------------- | ----------------------- | ------------------------------------ | ----------------------- |
| 1996      | 27.07.1996 | Dinamo Tbilisi          | 4 – 0                   | Dinamo Batumi           | Estadio Central, Batumi              |                         |
| 1997      | 03.08.1997 | Dinamo Tbilisi          | 4 − 1                   | Dinamo Batumi           | Estadio Givi Kiladze, Kutaisi        |                         |
| 1998      | 01.08.1998 | Dinamo Batumi           | 2 − 1                   | Dinamo Tbilisi          | Estadio Central, Batumi              |                         |
| 1999      | 28.02.2000 | Dinamo Tbilisi          | 1 − 0                   | Torpedo Kutaisi         | Estadio Boris Paichadze, Tbilisi     |                         |
| 2000–2004 | -----      | Ediciones no disputadas | Ediciones no disputadas | Ediciones no disputadas | Ediciones no disputadas              | Ediciones no disputadas |
| 2005      | 13.09.2005 | Dinamo Tbilisi          | 1 – 0                   | Lokomotivi Tbilisi      | Estadio Central, Batumi              |                         |
| 2006      | 30.11.2006 | Ameri Tbilisi           | 1 – 0                   | Sioni Bolnisi           | Estadio Mikheil Meskhi, Tbilisi      |                         |
| 2007      | 08.12.2007 | Ameri Tbilisi           | 4 – 1                   | Metalurgi Rustavi       | Estadio Tengiz Burjanadze, Gori      |                         |
| 2008      | 02.12.2008 | Dinamo Tbilisi          | 1 – 0                   | FC Zestafoni            | Estadio Mikheil Meskhi, Tbilisi      |                         |
| 2009      | 16.12.2009 | FC WIT Georgia          | 2 – 1                   | Dinamo Tbilisi          | Estadio Poladi, Rustavi              |                         |
| 2010      | 21.12.2010 | Metalurgi Rustavi       | 2 – 0                   | FC WIT Georgia          | Estadio Boris Paichadze, Tbilisi     |                         |
| 2011      | 29.05.2012 | FC Zestafoni            | 3 − 1                   | FC Gagra                | Estadio Mikheil Meskhi, Tbilisi      |                         |
| 2012      | 22.02.2013 | FC Zestafoni            | 2 – 2 (4–2 pen.)        | Dila Gori               | Estadio Mikheil Meskhi, Tbilisi      |                         |
| 2013      | 22.12.2013 | Chikhura Sachkhere      | 1 − 0                   | Dinamo Tbilisi          | Estadio Mikheil Meskhi, Tbilisi      |                         |
| 2014      | 11.12.2014 | Dinamo Tbilisi          | 1 − 0                   | Chikhura Sachkhere      | Estadio Boris Paichadze, Tbilisi     |                         |
| 2015      | 25.08.2015 | Dinamo Tbilisi          | 1 − 0                   | Dila Gori               | Estadio Mikheil Meskhi, Tbilisi      |                         |
| 2016      | -----      | Edición no disputada    | Edición no disputada    | Edición no disputada    | Edición no disputada                 | Edición no disputada    |
| 2017      | 26.02.2017 | FC Samtredia            | 2 − 1                   | Torpedo Kutaisi         | Estadio Murtaz Khurtsilava, Martvili |                         |
| 2018      | 24.02.2018 | Torpedo Kutaisi         | 2 − 1                   | Chikhura Sachkhere      | Estadio David Petriashvili, Tbilisi  |                         |
| 2019      | 24.02.2019 | Torpedo Kutaisi         | 1 − 0                   | Saburtalo Tbilisi       | Estadio Tengiz Burjanadze, Gori      |                         |
| 2020      | 23.02.2020 | Saburtalo Tbilisi       | 1 − 0                   | Dinamo Tbilisi          | Estadio Mikheil Meskhi 2, Tbilisi    |                         |
| 2021      | 21.02.2021 | Dinamo Tbilisi          | 2 – 2 (5–4 pen.)        | FC Gagra                | Estadio Mikheil Meskhi, Tbilisi      |                         |
| 2022      | 20.02.2022 | Dinamo Batumi           | 0 – 0 (7–6 pen.)        | Saburtalo Tbilisi       | Estadio Ramaz Shengelia, Kutaisi     |                         |
| 2023      | 04.07.2023 | Dinamo Tbilisi          | 1 – 1 (4–3 pen.)        | Dinamo Batumi           | Estadio Boris Paichadze, Tbilisi     |                         |
| 2024      | 03.07.2024 | Torpedo Kutaisi         | 2 – 1                   | Dinamo Tbilisi          | Estadio Boris Paichadze, Tbilisi     |                         |

## Títulos por club
| Club                  | Títulos | Años campeón                                         | 2° | Años subcampeón              |
| --------------------- | ------- | ---------------------------------------------------- | -- | ---------------------------- |
| FC Dinamo Tbilisi     | 9       | 1996, 1997, 1999, 2005, 2008, 2014, 2015, 2021, 2023 | 5  | 1998, 2009, 2013, 2020, 2024 |
| FC Torpedo Kutaisi    | 3       | 2018, 2019, 2024                                     | 2  | 1999, 2017                   |
| FC Dinamo Batumi      | 2       | 1998, 2022                                           | 3  | 1996, 1997, 2023             |
| FC Zestafoni          | 2       | 2011, 2012                                           | 1  | 2008                         |
| FC Ameri Tbilisi †    | 2       | 2006, 2007                                           | -  | -----                        |
| FC Chikhura Sachkhere | 1       | 2013                                                 | 2  | 2014, 2018                   |
| Iberia 1999           | 1       | 2020                                                 | 2  | 2019, 2022                   |
| FC WIT Georgia        | 1       | 2009                                                 | 1  | 2010                         |
| FC Metalurgi Rustavi  | 1       | 2010                                                 | 1  | 2007                         |
| FC Samtredia          | 1       | 2017                                                 | -  | -----                        |
| FC Dila Gori          | -       | -----                                                | 2  | 2012, 2015                   |
| FC Gagra              | -       | -----                                                | 2  | 2011, 2021                   |
| FC Lokomotivi Tbilisi | -       | -----                                                | 1  | 2005                         |
| FC Sioni Bolnisi      | -       | -----                                                | 1  | 2006                         |

- † Equipo desaparecido.